# Baiandures
Baiandures (Bayandur) ou Baindires (Bayındır) foi uma tribo turca situada entre a Arábia e a Pérsia durante a Idade Média, principalmente entre os anos de 743 e 1050.